# Heliodor Píka
Heliodor Píka (ur. 3 lipca 1897 w Štítinie, zam. 21 czerwca 1949 w Pilźnie) – czechosłowacki wojskowy, generał dywizji.

## Życiorys
Urodził się w rodzinie wiejskiego kołodzieja. Uczył się w czeskim gimnazjum w Opawie. Po jego zamknięciu w 1914 roku wyjechał do Nowego Bydzowia, gdzie pracował w aptece jako pomocnik aptekarza, tam też zdał maturę w 1915 roku, zamiarem kontynuowała dalszej nauki w zawodzie farmaceuty. Studiów jednak nie rozpoczął w związku z powołaniem do wojska.
W październiku 1915 roku został powołany do 15 pułku piechoty w Opawie, gdzie ukończył 3 miesięczny kurs oficerski, a następnie był instruktorem w pułku. W styczniu 1916 roku wyjechał na front jako dowódca plutonu. W dniu 21 lipca 1916 roku w rejonie Beresteczka dostał się do rosyjskiej niewoli.
Już 5 października 1916 roku w obozie jenieckim zgłosił się do Legionu Czechosłowackiego, ale do oddziałów bojowych dostał się dopiero czerwcu 1917 roku. Został wtedy żołnierzem 1 Brygady Strzelców, w jej składzie wziął udział w bitwie pod Zaborowem.
W październiku 1917 roku, na polecenie T. Masaryka, wraz z grupą żołnierzy Legionu Czechosłowackiego udał się przez Archangielsk do Francji, gdzie organizowano oddziały czechosłowackie. Po krótkim przeszkoleniu został z uwagi na swoje wykształcenie szefem apteki w 21, a potem 33 pułku strzeleckim. Wziął w składzie tych pułków w walkach na froncie zachodnim na terenie Alzacji latem 1917 roku.
Pod koniec grudnia 1918 roku powrócił do kraju, gdzie przez krótki okres czasu był oficerem łącznikowym w jednostkach w Pradze, Cieszynie i na Słowacji. W listopadzie 1919 roku został skierowany do ośrodka szkolenia w Milovicach, skąd został skierowany do francuskiej Akademii Wojskowej w Saint-Cyr. Zawodowym wojskowym został 1 stycznia 1920 roku. Po powrocie z akademii, został przydzielony do 21 pułku piechoty, lecz już grudniu 1920 roku zostaje przeniesiony do Akademii Wojskowej w Hranicach jako instruktor. W połowie lipca 1923 roku został przeniesienie do Ministerstwa Obrony Narodowej, gdzie był oficerem Oddziału V, po czym krótko służył w 42 pułku piechoty w Terezinie, a w grudniu 1925 roku skierowany został jako słuchacz do Szkoły Wojskowej w Pradze, jednocześnie był uczestnikiem testów nowego rodzaju uzbrojenie. W październiku 1926 roku wyjechał do Wyższej Szkoły Wojskowej w Paryżu. Po jej ukończeniu we wrześniu 1928 roku wrócił do kraju i rozpoczął służbę w Dowództwie Wojsk Lądowych w Pradze. We wrześniu 1929 roku został pomocnikiem szefa sztabu w Dowództwie Wojsk Lądowych. 1 września 1932 roku został mianowany attaché wojskowym w Rumunii, później także terenem jego działania została także Turcja. Misję tę ukończył w lipcu 1937 roku, został wtedy szefem oddziału C.1 w Generalnym Sekretariacie Obrony Państwa, a do jego zadań należała współpraca z przemysłem obronnym państw Małej Entanty. Po upadku Czechosłowacji został zwolniony z wojska.
Po zajęciu resztek Czechosłowacji przez Niemców, związał się z ruchem oporu, a 29 marca 1939 roku wyjechał przez Polskę do Rumunii, gdzie organizował nielegalne przerzuty obywateli Czechosłowacji do organizowanych jednostek zagranicą. Z tego powodu został nawet aresztowany, lecz ze względu na znajomości w rumuńskiej rodzinie królewskiej, został zwolniony i deportowany do Turcji, gdzie nadal organizował nielegalne przerzutu ochotników.
W 1941 roku po nawiązaniu stosunków dyplomatycznych przez Czechosłowacki rząd emigracyjny z ZSRR został szefem czechosłowackiej misji wojskowej w ZSRR. Do jego zadań należało organizowanie czechosłowackich oddziałów wojskowych na terenie ZSRR. Funkcję tę pełnił do czasu zakończenia II wojny światowej i powrotu wszystkich czechosłowackich oddziałów do kraju.
Po powrocie do kraju został zastępcą szefa Sztabu Generalnego do spraw kontaktów z przedstawicielami obcych wojsk oraz przygotowania negocjacji pokojowych. Uczestniczył jako członek czechosłowackiej delegacji w konferencji pokojowej w Paryżu. Po powrocie z niej 1 października 1946 roku został zastępcą szefa Sztabu Generalnego. Był też członkiem Wojskowej Rady Doradczej. W tym czasie był już śledzony przez funkcjonariuszy Oddziału V Sztabu Generalnego.
Po obaleniu rządu w lutym 1948 roku, już 1 marca 1948 roku wysłany na zwolnienie lekarskie, a w dniu 5 maja 1948 roku został aresztowany. Jego sprawę prowadził osobiście naczelnik Oddziału V Sztabu Generalnego gen. dyw. Bedřich Reicin. Zarzucono mu szpiegostwo na rzecz Wielkiej Brytanii i inne działania na szkodę Czechosłowacji. W dniach 26–29 stycznia 1949 roku odbył się jego proces, gdzie na podstawie fałszywych dowodów skazany został na karę śmierci, utratę stopni i odznaczeń wojskowych i wydalony z wojska.
Prezydent odmówił jego ułaskawienia. Został wtedy przewieziony do więzienia w Pilznie, gdzie w dniu 21 czerwca 1949 roku został stracony. Dzięki staraniom jego syna Milana w grudniu 1969 roku Wyższy Sąd Wojskowy w Przybramie unieważnił wyrok z 1949 roku i uniewinnił go. W 1991 roku został pośmiertnie awansowany do stopnia generała armii i odznaczony Orderem Milana Rastislava Štefánika III klasy.

## Awanse
- porucznik (poručík) (01.08.1919)
- kapitan (kapitán) (01.11.1921)
- kapitan sztabowy (štábní kapitan) (lipiec 1926)
- major (major) (grudzień 1929)
- podpułkownik (podplukovník) (10.02.1933)
- pułkownik (plukovník) (01.01.1938 ze starszeństwem od 30.08.1937)
- generał brygady (brigádní generál) (grudzień 1943 ze starszeństwem od 01.05.1941)
- generał dywizji (divisní generál) (04.08.1945 ze starszeństwem od 01.05.1944)
- generał armii (armádní generál in memoriam) (02.12.1991 – pośmiertnie)

## Odznaczenia
- Order Milana Rastislava Štefánika III klasy (08.05.1991 – pośmiertnie)[1]
- Krzyż Wielki Orderu Lwa Białego (28.10.2020 – pośmiertnie)
- Order Słowackiego Powstania Narodowego kl. I
- Krzyż Wojenny Czechosłowacki (1914–1918) (czterokrotnie)
- Czechosłowacki Medal Rewolucyjny z okuciami Alasce, Argonne, 21
- Krzyż Wojenny Czechosłowacki 1939
- Czechosłowacki Wojskowy Medal Pamiątkowy z okuciami SSSR, F, VB
- Medal Zwycięstwa (22.09.1922)
- Czechosłowacki Medal za Odwagę w Obliczu Nieprzyjaciela (1947)
- Komandor Legii Honorowej (Francja)
- Kawaler Legii Honorowej (Francja)
- Krzyż Wojenny z brązową gwiazdą (Francja)
- Krzyż Wojenny z brązową palmą (Francja)
- Medal Pamiątkowy Wielkiej Wojny (Francja)
- Oficer Orderu Imperium Brytyjskiego (Wielka Brytania)
- Order Czerwonego Sztandaru (ZSRR)
- Order Wojny Ojczyźnianej klasy II (ZSRR)
- Medal „Za zwycięstwo nad Niemcami w Wielkiej Wojnie Ojczyźnianej 1941–1945” (ZSRR)
- Medal „Za wyzwolenie Pragi” (ZSRR)
- Krzyż Wielki Orderu Gwiazdy Rumunii z mieczami (Rumunia)
- Komandor Orderu Gwiazdy Rumunii z mieczami (Rumunia)
- Kawaler Orderu Gwiazdy Rumunii z mieczami (Rumunia)
- Krzyż Wielki Orderu Korony Rumunii z mieczami (Rumunia)
- Wielki Oficer Orderu Korony Rumunii z mieczami (Rumunia)
- Komandor Orderu Korony Rumunii z mieczami (Rumunia)
- Kawaler Orderu Orła Białego (Serbia)
- Order Partyzanckiej Gwiazdy I stopnia (Jugosławia)
- Order za Odwagę (Jugosławia)